# تونيفيزيون (مجلة)
تُونِيفِيزِيُون (بالفرنسية: Tunivisions) مجلة تونسية شهرية، أُنشئت عام 1997.